# Laker Airways
Laker Airways var ett flygbolag från Storbritannien som fanns mellan 1966 och 1982. Det ägdes av Freddie Laker och var känt som ett av de första lågprisflygbolagen. Det var det första brittiska flygbolag som beställde Airbus A300.

## Flotta
Flygbolaget har tidigare flugit bl.a.:
- Airbus A300
- BAC 1-11
- Boeing 707
- Bristol Britannia
- Douglas DC-10
- Vickers VC10